# 帕那语
帕那语(自称：pa55 na33)是老挝和中国一种彝语。帕那语使用者约有500人住在老挝。在中国分布在云南勐腊县(Bradley 2007)。与西拉语关系密切，它在老挝和越南有约2千使用者(Bradley 1997)。Badenoch报告它与vɛ33 ɲɯ33(Ban Ban Sida)相似。
帕那语分布在老挝3个村(《民族语》)。
- 琅勃拉邦省琅南塔县Bopiet
- 琅勃拉邦省琅南塔县Namtoung
- 博胶省会晒县1个村

Bradley (2007)报告约有1千名帕那语使用者。:349-424
Lefèvre-Pontalis (1892):237-269, 129-154, 291-303报告帕那语在越南莱州省Poufang也有使用，并提供了一份帕那语词表。

## 数词
帕那语数词如下。
1. tʰɯ21
2. ŋɛ21
3. sy55
4. li21
5. ŋɔ21
6. kʰʲõ21
7. ɕĩ21
8. ɛ̃21
9. kø21
10. tsʰɤ55